# Alemdar, Afşin
Alemdar là một thị trấn thuộc huyện Afşin, tỉnh Kahramanmaraş, Thổ Nhĩ Kỳ. Dân số thời điểm năm 2010 là 1.065 người.